# Paul Hinder
Paul Hinder (* 22. dubna 1942, Bussnang) je švýcarský římskokatolický duchovní, biskup a emeritní apoštolský vikář Jižní Arábie.

## Život
Narodil se 22. dubna 1942 v Bussnangu.
Roku 1962 vstoupil do Řádu menších bratří kapucínů. Dne 18. září 1966 složil své věčné řeholní sliby. Studoval v kapucínském semináři v Solothurnu.
Dne 4. července 1967 byl vysvěcen na kněze. Studoval také fundamentální právo v církvi na Freiburské univerzitě.
Po několika letech pastorační činnosti a službě novicmistra se stal představeným německy mluvících kapucínů a roku 1989 provinciálem švýcarských kapucínů. Roku 1994 byl zvolen generálním radou Řádu menších bratří kapucínů s odpovědností za německy a francouzsky mluvící provincie, a také za kapucíny na Blízkém východě.
Dne 12. prosince 2003 jej papež Jan Pavel II. jmenoval pomocným biskupem apoštolského vikariátu Arábie a titulárním biskupem z Maconu. Dne 30. ledna 2004 přijal biskupské svěcení z rukou kardinála Crescenzia Sepe. Spolusvětiteli byli arcibiskup Giuseppe De Andrea a biskup Giovanni Bernardo Gremoli.
Dne 21. března 2005 se stal apoštolským vikářem Arábie.
Dne 19. července 2008 byl papežem Benediktem XVI. jmenován členem Papežské rady pro pastoraci migrantů a lidí mimo domov, poradcem Kongregace pro evangelizaci národů a Papežské rady pro mezináboženský dialog.
Dne 31. května 2011 mu byl v souvislosti se ze změnou jména vikariátu změněn titul na apoštolský vikář Jižní Arábie.
Od 13. května 2020 do 28. ledna 2023 byl apoštolským administrátorem vikariátu Severní Arábie.
Dne 1. května 2022 přijal papež František jeho rezignaci z důvodu dosažení kanonického věku 75 let.